# Dolmen de la Pierre Ardoue
Der Dolmen de la Pierre Ardoue (auch Pierre Ardoué genannt) liegt im Forêt de Rambouillet, eineinhalb Kilometer nordwestlich von Saint-Léger-en-Yvelines im Département Yvelines in Frankreich. Dolmen ist in Frankreich der Oberbegriff für neolithische Megalithanlagen aller Art (siehe: französische Nomenklatur).
Der Dolmen wird bereits 1764 unter dem Namen Pierre Ardroue oder Ardoue auf der Karte von Berthier (1753–1815) erwähnt. Ende des 18. Jahrhunderts wurde die Grabkammer ausgeräumt, um Haustiere unterzubringen.
Der Dolmen besteht aus Sandstein, dessen nächstes Vorkommen befindet sich etwa 2,0 km entfernt auf der anderen Seite des „Valle de la Vesgre“. Der Deckstein ist etwa 3,0 m lang und zwischen 2,4 und 3,6 m breit. Er hat eine durchschnittliche Dicke von 0,55 m. Ursprünglich war er größer, aber im späten 18. Jahrhundert verlor er an der Nordseite etwa ein Fünftel seines Volumens, als der Dolmen zu einem Unterstand umgebaut wurde. Es scheint auf vier Orthostaten zu ruhen.
Der Zustand des Dolmens erlaubt keine Klärung seiner Architektur. Die Abmessungen der Kammer und die Ausrichtung ihres Zugangs sind unbekannt. Es ist wahrscheinlich keine Allée couverte, sondern ein rechteckiger Dolmen vom Typ Beauceron. Es gibt keine Spuren eines Tumulus. 
Guégan de l’Isle glaubt, zwei Schälchen in der nordwestlichen Ecke des Decksteins entdeckt zu haben, aber es scheint sich um natürliche Eintiefungen zu handeln.
Der Dolmen ist seit 1906 als Monument historique klassifiziert. Der Überlieferung nach wurde das Denkmal von Feen gebaut.